# یوران اونیر (بازیکن بسکتبال)
یوران اونیر (سوئدی: Göran Unger؛ زادهٔ ۱۹ آوریل ۱۹۵۸)  بازیکن بسکتبال اهل سوئد بود. وی در بازی‌های المپیک تابستانی ۱۹۸۰ شرکت کرده‌است.